# Escut de Ghana
L'escut de Ghana fou adoptat el 4 de març de 1957 sota el regnat d'Elisabet II, segons un disseny de l'artista local Amon Kotei.

## Descripció
Es tracta d'un escut d'atzur quarterat mitjançant una creu de sinople perfilada d'or, al centre de la qual hi ha un lleopard d'or extret de l'escut del Regne Unit, símbol d'Anglaterra, igual com la creu, que vol recordar la creu de Sant Jordi, tot plegat en al·lusió a la pertinença de Ghana a la Commonwealth.
- Al primer quarter hi ha un bastó d'okyeame (personatge que tradicionalment ha fet d'intèrpret entre els governants i el poble) i una espasa cerimonial, tots dos d'or i passats en sautor, el bastó en banda i per damunt de l'espasa en barra, com a representació de l'administració local.
- Al segon quarter, un castell d'argent terrassat d'or (en al·lusió a l'antic nom del país, Costa d'Or) sobre un mar d'ones d'argent i atzur, que vol simbolitzar el govern nacional.
- Al tercer quarter, un cocoter al natural terrassat de sinople, símbol de la riquesa agrícola ghanesa.
- Al quart quarter, la representació d'una explotació minera, en al·lusió als recursos naturals del país.

Coronant l'escut, un borlet amb els colors nacionals (gules, or i sinople), presents a la bandera, somat d'una estrella de cinc puntes de sable perfilada d'or, que també es repeteix a la part central de la bandera estatal. L'estrella és el símbol de la llibertat d'Àfrica.
Com a suports, dues àguiles d'or becades i membrades de gules a banda i banda, que porten al coll una cinta amb els colors nacionals de la qual penja l'estrella que timbra l'escut. Les àguiles hi fan de personatges protectors forts, que vetllen pel país amb la seva mirada atenta. Els suports descansen damunt una terrassa de sinople amb una cinta d'or on, amb lletres de gules, es destaca el lema nacional en anglès: FREEDOM AND JUSTICE ('Llibertat i justícia').

## Escuts utilitzats anteriorment
Durant l'època colonial, Ghana feia servir un segell rodó amb un elefant davant una palmera, idèntic també per a Sierra Leone i Gàmbia, però amb les inicials G.C. com a distintiu, derivades del nom en anglès de la colònia, Gold Coast (Costa d'Or).

Segell de l'Àfrica Occidental Britànica (1870-1888)
Segell de la Costa d'Or (1877-1957)